# Cherington (Warwickshire)
Pour les articles homonymes, voir Cherington.
Cherington est un village et une paroisse civile du Warwickshire, en Angleterre.